# Europameisterschaften im Modernen Fünfkampf 2009
Die Europameisterschaften im Modernen Fünfkampf 2009 wurden vom 25. bis 30. Juni 2009 in Leipzig ausgetragen.
Erstmals wurden die Teildisziplinen Laufen und Schießen in eine gemeinsame Disziplin, dem sogenannten Combined, zusammengefasst. Bei den Damen platzierte sich Lena Schöneborn nach einem Sturz beim Reiten lediglich auf den 34. Platz, beste deutsche Starterin war Eva Trautmann mit Rang 16. Eric Walther verpasste bei den Herren mit Rang vier knapp eine Medaille, er kam beim abschließenden Combined-Wettkampf fünf Sekunden hinter dem Drittplatzierten Ádám Marosi ins Ziel. Insgesamt verfolgten 2100 Zuschauer den Finaltag der Veranstaltung.

## Herren

### Einzel
| Platz | Land       | Sportler       |
| ----- | ---------- | -------------- |
| 1     | Tschechien | Ondřej Polívka |
| 2     | Russland   | Ilja Frolow    |
| 3     | Ungarn     | Ádám Marosi    |

### Mannschaft
| Platz | Land       | Sportler                                                    |
| ----- | ---------- | ----------------------------------------------------------- |
| 1     | Litauen    | Edvinas Krungolcas Justinas Kinderis Andrejus Zadneprovskis |
| 2     | Tschechien | David Svoboda Libor Capalini Ondřej Polívka                 |
| 3     | Belarus    | Jahor Lapo Dsmitryj Meljach Michail Prokopenko              |

### Staffel
| Platz | Land       | Sportler                                            |
| ----- | ---------- | --------------------------------------------------- |
| 1     | Litauen    | Edvinas Krungolcas Justinas Kinderis Tadas Žemaitis |
| 2     | Ungarn     | Róbert Németh Péter Tibolya Ádám Marosi             |
| 3     | Tschechien | Michal Michalík Martin Dvořák Ondřej Polívka        |

## Damen

### Einzel
| Platz | Land                   | Sportlerin                  |
| ----- | ---------------------- | --------------------------- |
| 1     | Frankreich             | Amélie Cazé                 |
| 2     | Vereinigtes Königreich | Heather Fell                |
| 3     | Russland               | Jewdokija Gretschischnikowa |

### Mannschaft
| Platz | Land                   | Sportlerinnen                                                         |
| ----- | ---------------------- | --------------------------------------------------------------------- |
| 1     | Vereinigtes Königreich | Heather Fell Mhairi Spence Katy Livingston                            |
| 2     | Russland               | Polina Strutschkowa Jewdokija Gretschischnikowa Jekaterina Churaskina |
| 3     | Ungarn                 | Zsuzsanna Vörös Leila Gyenesei Sarolta Kovács                         |

### Staffel
| Platz | Land       | Sportlerinnen                                                      |
| ----- | ---------- | ------------------------------------------------------------------ |
| 1     | Tschechien | Lucie Grolichová Natalie Dianová Sylvie Černá                      |
| 2     | Russland   | Polina Strutschkowa Jewdokija Gretschischnikowa Wera Feschtschenko |
| 3     | Polen      | Paulina Boenisz Sylwia Czwojdzińska Edyta Małoszyc                 |

## Medaillenspiegel
| Platz | Land                   | Goldmedaille | Silbermedaille | Bronzemedaille |
| 1     | Tschechien             | 2            | 1              | 1              |
| 2     | Litauen                | 2            | –              | –              |
| 3     | Vereinigtes Königreich | 1            | 1              | –              |
| 4     | Frankreich             | 1            | –              | –              |
| 5     | Russland               | –            | 3              | 1              |
| 6     | Ungarn                 | –            | 1              | 2              |
| 7     | Polen                  | –            | –              | 1              |
| 7     | Belarus                | –            | –              | 1              |